# Peine de Setre

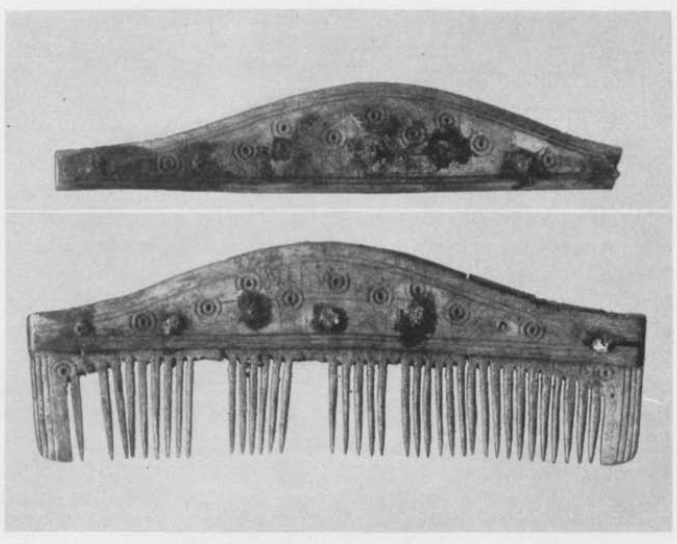
El Peine de Setre

El peine de Setre es un peine de hueso datado entre los años 650 y 700. Fue encontrado en 1932 en la localidad de Setre, cerca de Brevik, Noruega, en un vertedero antiguo, y actualmente forma parte de la colección del museo de Bergen. Destaca por haber sido objeto de varios estudios runológicos de su inscripción, que está catalogada con el código N KJ40 en Rundata.

## Descripción
El peine está hecho de hueso, decorado con impresiones de pequeños círculos concéntricos y muestra una inscripción en la que se mezclan runas del futhark antiguo y el futhark joven. La inscripción consta de tres líneas de texto, pero no está del todo claro en que sentido se tienen que leer, o si todas las líneas deben leerse en la misma dirección. El peine ha sido objeto de varias discusiones académicas y su inscripción ha sido interpretada de varias maneras, aunque la mayoría de los expertos aceptan que se lee la palabra germánica alu, que se usaba en encantamientos, y Nanna, aunque hay dudas sobre si se trata del nombre de la diosa Nanna que aparece en otros registros.

## Inscripción
A continuación se muestra la transcripción al protonórdico y la traducción de la inscripción que proporciona el proyecto Rundata aunque se han propuesto varias traducciones más. Ninguna de las interpretaciones ha sido aceptada generalizadamente hasta la fecha.
Transliteración de las runas a letras latinas
hAl mAz ¶ mA unA ¶ Alu naA| |Alu nanA
Transcripción al protonórdico
Hôll mær ma una, ôllu naa, ôllu nenna.
Traducción
La doncella inclinada debe reposar, conseguirlo todo, ser complacida en todo.

### Otras interpretaciones
Hay otras posibles interpretaciones, cuyas transcripciones y traducciones son:
- Ha[i]l māʀ mauna a(l)u Nanna alu Nanna - Ave, doncella de doncellas. Protección, Nanna. protección, Nanna.
- Halmaz Mauna alu Na[nn]ā [a]lu Nannā - Rubia, Mauna (=¿la distante?). Mágica Nanna (=atrevida). Mágica, Nanna.
- Hallmǣʀ mā una ǫllu nā ǫllu nænna - Hallmǣʀ (=dama de piedra) puede ser contentada, consigue todo, le gusta todo.
- Ahu na alu na na halmaʀ mauna - Extensión de agua corriente. Na (amplificación mágica), alu, na na. Paja (=transferencia). Adquisición.